# العلاقات السويدية الأمريكية
العلاقات السويدية الأمريكية هي العلاقات الثنائية التي تجمع بين السويد والولايات المتحدة.

## مقارنة بين البلدين
هذه مقارنة عامة ومرجعية للدولتين:
| وجه المقارنة                                              | السويد                                                                               | الولايات المتحدة                                                                                                  |
| --------------------------------------------------------- | ------------------------------------------------------------------------------------ | --- |
| المساحة (كم2)                                             | 450.30 ألف                                                                           | 9.83 مليون |
| عدد السكان (نسمة)                                         | 10.16 مليون                                                                          | 311.58 مليون |
| الكثافة السكانية (ن./كم²)                                 | 22.56                                                                                | 31.7 |
| العاصمة                                                   | ستوكهولم                                                                             | واشنطن العاصمة |
| اللغة الرسمية                                             | اللغة السويدية، لغات السامي، اللغة الفنلندية، منكيلي، اللغة الرومنية، اللغة اليديشية | لغة إنجليزية |
| العملة                                                    | كرونة سويدية                                                                         | دولار أمريكي |
| الناتج المحلي الإجمالي (بليون دولار)                      | 538.04 مليار                                                                         | 19.39 تريليون |
| الناتج المحلي الإجمالي (تعادل القوة الشرائية) بليون دولار | 469.01 مليار                                                                         | 18.04 تريليون |
| الناتج المحلي الإجمالي الاسمي للفرد دولار أمريكي          | 50.58 ألف                                                                            | 56.12 ألف |
| الناتج المحلي الإجمالي للفرد دولار أمريكي                 | 45.30 ألف                                                                            | 54.63 ألف |
| مؤشر التنمية البشرية                                      | 0.907                                                                                | 0.920 |
| رمز المكالمات الدولي                                      | +46                                                                                  | +1 |
| رمز الإنترنت                                              | .se                                                                                  | .us، حكومة، .mil، Edu.                                                                                            |
| المنطقة الزمنية                                           | توقيت وسط أوروبا، ت ع م+01:00، ت ع م+02:00، أوروبا/ستوكهولم ‏                         | توقيت ساموا الأمريكية، توقيت أطلنطي موحد، منطقة زمنية وسطى، توقيت ألاسكا ‏، المنطقة الزمنية الجبلية، توقيت تشامرو ‏ |

## مدن متوأمة
في ما يلي قائمة باتفاقيات التوأمة بين مدن سويدية وأمريكية:
- ترتبط فاكسيو مع دولوث باتفاقية توأمة منذ 1997.[16][17][18][19]
- ترتبط Kalmar Municipality [الإنجليزية]‏ مع ويلمنغتون باتفاقية توأمة منذ 26 أبريل 1948.[20][20][21][21]
- ترتبط كالمار مع ويلمنغتون باتفاقية توأمة منذ 6 يوليو 1987.[22][22][23][23]
- ترتبط Leksand Municipality [الإنجليزية]‏ مع برينرد باتفاقية توأمة.
- ترتبط Borgholm Municipality [الإنجليزية]‏ مع روكفورد باتفاقية توأمة.
- ترتبط بلدية هيلسينجبورج مع الإسكندرية باتفاقية توأمة منذ 2005.[24][25]
- ترتبط Uppsala Municipality [الإنجليزية]‏ مع منيابولس باتفاقية توأمة منذ 1989.[26][26][26]
- ترتبط بوروس مع نيويورك باتفاقية توأمة.
- ترتبط Karlskoga Municipality [الإنجليزية]‏ مع ويتون باتفاقية توأمة منذ 1963.
- ترتبط Sollefteå [الإنجليزية]‏ مع ماديسون باتفاقية توأمة.
- ترتبط Vimmerby Municipality [الإنجليزية]‏ مع فارغو باتفاقية توأمة.
- ترتبط Munkfors Municipality [الإنجليزية]‏ مع ليندسبورغ باتفاقية توأمة.
- ترتبط Växjö Municipality [الإنجليزية]‏ مع دولوث باتفاقية توأمة منذ 1996.[16][16][27][28]
- ترتبط Enköping Municipality [الإنجليزية]‏ مع بريدجتون باتفاقية توأمة منذ 1958.[29][29][29][29]
- ترتبط Lidingö Municipality [الإنجليزية]‏ مع ألاميدا باتفاقية توأمة.
- ترتبط بلدية سولنا مع بربانك باتفاقية توأمة منذ 2001.[30][30][30][30]
- ترتبط بلدية كوثنبورغ مع شيكاغو باتفاقية توأمة منذ 10 أكتوبر 2015.[31][31][32][33]
- ترتبط غوتنبرغ مع شيكاغو باتفاقية توأمة منذ 10 أكتوبر 2015.[34][34][35][36]
- ترتبط Linköping Municipality [الإنجليزية]‏ مع بالو ألتو باتفاقية توأمة.[37]

## منظمات دولية مشتركة
يشترك البلدان في عضوية مجموعة من المنظمات الدولية، منها:
| علم المنظمة | اسم المنظمة                               | تاريخ انضمام السويد | تاريخ انضمام الولايات المتحدة |
| ----------- | ----------------------------------------- | ------------------- | ----------------------------- |
|             | وكالة ضمان الاستثمار متعدد الأطراف        | 12 أبريل 1988       | 12 أبريل 1988                 |
|             | الوكالة الدولية للطاقة                    | ?                   | ?                             |
|             | الاتحاد الدولي للاتصالات                  | 1866                | 1 يوليو 1908                  |
|             | يونسكو                                    | 23 يناير 1950       | 4 نوفمبر 1946                 |
|             | البنك الإفريقي للتنمية                    | ?                   | ?                             |
|             | بنك التنمية الآسيوي                       | 1966                | 1966                          |
|             | الأمم المتحدة                             | 19 نوفمبر 1946      | 24 أكتوبر 1945                |
|             | مؤسسة التمويل الدولية                     | 20 يوليو 1956       | 20 يوليو 1956                 |
|             | منظمة الشرطة الجنائية الدولية             | ?                   | ?                             |
|             | مركز تنسيق الحركة في أوروبا ‏              | ?                   | ?                             |
|             | الاتحاد البريدي العالمي                   | ?                   | ?                             |
|             | منظمة حظر الأسلحة الكيميائية              | ?                   | ?                             |
|             | Strategic Airlift Capability ‏             | ?                   | ?                             |
|             | اتفاقية السماوات المفتوحة                 | ?                   | ?                             |
|             | منظمة التجارة العالمية                    | 1995                | ?                             |
|             | منظمة الأمن والتعاون في أوروبا            | 25 يونيو 1973       | 25 يونيو 1973                 |
|             | المجلس القطبي                             | ?                   | ?                             |
|             | نظام تحكم تكنولوجيا القذائف               | 1991                | 1987                          |
|             | مجموعة الموردين النوويين                  | ?                   | ?                             |
|             | منظمة التعاون الاقتصادي والتنمية          | ?                   | ?                             |
|             | المركز الدولي لتسوية المنازعات الاستشارية | 28 يناير 1967       | 14 أكتوبر 1966                |
|             | البنك الدولي للإنشاء والتعمير             | 31 أغسطس 1951       | 27 ديسمبر 1945                |
|             | مؤسسة التنمية الدولية                     | 24 سبتمبر 1960      | 24 سبتمبر 1960                |
|             | المنظمة الهيدروغرافية الدولية             | ?                   | ?                             |
|             | الفريق المعني برصد الأرض                  | ?                   | ?                             |
|             | مجموعة أستراليا                           | 1991                | 1985                          |

## أعلام
هذه قائمة لبعض الشخصيات التي تربطها علاقات بالبلدين:
- أوما ثورمان (ممثلة أمريكية، 29 أبريل 1970[52][53][54] – )
- إنغريد برغمان (ممثلة سويدية، 29 أغسطس 1915[55][56][57] – 29 أغسطس 1982[55][56][57])
- إيما ستون (ممثلة أمريكية، 6 نوفمبر 1988[58][59][60] – )
- باربرا سترايساند (24 أبريل 1942[61][62][63] – )
- بز ألدرن (رائد فضاء أمريكي، 20 يناير 1930[64][65][66] – )
- بن أفليك (ممثل ومخرج وكاتب سيناريو أمريكي، 15 أغسطس 1972[67][68] – )
- بنجامين فرانكلين (أحد الآباء المؤسسين للولايات المتحدة الأمريكية، 17 يناير 1706[69][70][71] – 17 أبريل 1790[69][70][71])
- جوليا روبرتس (ممثلة ومنتجة أمريكية، 28 أكتوبر 1967[72][73][74] – )
- جيرمي رينر (ممثل أمريكي، 7 يناير 1971[75] – )
- راي برادبري (كاتب أمريكي، 22 أغسطس 1920[76][77][78] – 5 يونيو 2012[78][79][80])
- سكارليت جوهانسون (ممثلة ومغنية وعارضة من اصول يهودية، 22 نوفمبر 1984[81][82][83] – )
- غريتا غاربو (18 سبتمبر 1905[84][85][86] – 15 أبريل 1990[84][85][86])
- كيرستين دانست (ممثلة أمريكية، 30 أبريل 1982[87][88][89] – )
- مات ديمون (ممثل وكاتب سيناريو ومنتج أمريكي، 8 أكتوبر 1970[90][91][92] – )
- مارك والبيرغ (ممثل ومنتج أمريكي، 5 يونيو 1971[93][94][95] – )

## وصلات خارجية
- موقع وزارة الخارجية السويدية
- موقع وزارة الخارجية الأمريكية